# Felicia (rose)
'Felicia' est un cultivar de rosier triploïde obtenu en 1926 en Angleterre par le  révérend Pemberton. Il est issu du croisement 'Trier' (hybride de Rosa moschata, Lambert 1904) x 'Ophelia' (hybride de thé, Paul 1912).

## Description
Son buisson s'élève jusqu'à 245 cm pour une largeur de 120 à 275 cm. Il a un port semi-érigé, ce qui est rare pour un hybride de Rosa moschata. Ses fleurs sont roses ombrées de jaune pâle avec des nuances blanches. Elles sont semi-doubles  (9-16 pétales), fortement parfumées et fleurissent en gros bouquets tout au long de la saison.  
Sa zone de rusticité est de 6b à 10b. Il faut lui protéger le pied par grand froid et ne le tailler que légèrement avant le printemps, voire pas du tout. Il fait aussi un bel effet palissé sur une arche ou une colonne.